# Мунтян Александру-Васілє Віталійович
Александру-Васілє Віталійович Мунтян (нар. 23 червня 1998, Ясси, Румунія) — український футболіст румунського походження, нападник.

## Життєпис

### Ранні роки
Народився в Румунії у місті Ясси. Вихованець футбольної школи «Буковина» (Чернівці), в яку приїхав ще змалку. Перший тренер — Юрій Крафт. У чемпіонаті України (ДЮФЛ) виступав саме за чернівецьку «Буковину».

### Клубна кар'єра
У 2016 році підписав контракт із рідною командою, де спочатку виступав за «Буковину-2» у чемпіонаті Чернівецької області. Наприкінці серпня 2016 року Александру-Васілє був заявлений за юнацький склад «Буковини», де став основним гравцем команди. Дебютував за основний склад чернівецької команди 9 липня 2017 року в матчі кубка України проти СК «Дніпро-1», а 15 липня вперше зіграв у чемпіонаті проти ФК «Львова».
З вересня того ж року і впродовж усього сезону паралельно знову виступав і за юнацький склад у всеукраїнській лізі юніорів. На початку лютого 2018 року взяв участь у першому розіграші всеукраїнського юнацького турніру «Зимовий кубок ДЮФЛУ (U-19) — 2018». А вже на початку травня того ж року разом із командою достроково здобув путівку у фінальну частину всеукраїнської ліги юніорів — переможці групи 1, де за підсумками став бронзовим призером. 2 червня 2018 року в домашньому матчі проти ФК «Арсенал-Київщина» відзначився дебютним голом за основну команду, а 28 липня вперше забив у виїзному поєдинку (у ворота тернопільської «Ниви»).
В зимове міжсезоння (2019/20) припинив співпрацю з рідною командою та став гравцем аматорського клубу УСК «Довбуш» (Чернівці), де головним тренером є добре йому знайомий (за час виступів в «Буковині») Віталій Куниця. Під керівництвом якого разом із командою у 2020 році став чемпіоном та фіналістом кубка області, а також доволі успішно дебютував в аматорському чемпіонаті України.

## Статистика
Станом на 24 листопада 2019 року
| Сезон     | Команда               | Чемпіонат         | Чемпіонат | Чемпіонат | Кубок        | Кубок | Кубок |
| Сезон     | Команда               | Змаг.             | Матчі     | Голи      | Змаг.        | Матчі | Голи  |
| --------- | --------------------- | ----------------- | --------- | --------- | ------------ | ----- | ----- |
| 2016—2017 | «Буковина» (Чернівці) | Перша ліга (U-19) | 15        | 7         | —            | —     | —     |
| 2017—2018 | «Буковина» (Чернівці) | Перша ліга (U-19) | 14        | 12        | Кубок (U-19) | 3     | 2     |
| 2017—2018 | «Буковина» (Чернівці) | Друга ліга        | 10        | 1         | КУ           | 1     | 0     |
| 2018—2019 | «Буковина» (Чернівці) | Друга ліга        | 16        | 3         | КУ           | 0     | 0     |
| 2019—2020 | «Буковина» (Чернівці) | Друга ліга        | 17        | 1         | КУ           | 2     | 1     |

## Досягнення
Чемпіонат України серед юніорських складів
- Бронзовий призер (1): 2017/18

## Особисте життя
Одружений. Дружина — Софія.